# Rhynchagrotis cupidissima
Rhynchagrotis cupidissima är en fjärilsart som beskrevs av Augustus Radcliffe Grote 1875. Rhynchagrotis cupidissima ingår i släktet Rhynchagrotis och familjen nattflyn. Inga underarter finns listade.